# Cyndi Lauper in Paris
Cyndi Lauper in Paris è il video pubblicato nel 1987 in VHS dalla Polygram del concerto di Cyndi Lauper tenuto a Parigi il 12 marzo 1987.

## Concerto
- Intro

1. Change Of Heart
2. Good Enough
3. Boy Blue
4. All Through The Night
5. What's Going On
6. Iko Iko
7. She Bop
8. Calm Inside The Storm
9. 911
10. One Track Mind
11. True Colors
12. Maybe He'll Know
13. Time After Time
14. Money Changes Everything
15. Girls Just Want To Have Fun
16. Baby Workout
17. True Colors (Finale a cappella)